# Бобровский район
Бобро́вский райо́н — административно-территориальная единица (район) и муниципальное образование (муниципальный район) в центре Воронежской области России.
Административный центр — город Бобров.

## География
Бобровский район расположен в центральной части Воронежской области: с севера граничит с Панинским и Аннинским районами, с востока — с Таловским и Бутурлиновским районами, с юга — с Павловским районом, с запада — с Лискинским и Каширским районами Воронежской области.
Общая площадь территории района составляет 2233,04 км².

### Природа
Из древесных пород наиболее распространены: сосна, осина, ольха, вяз, берёза, тополь, клён, дикая груша, ильмовые породы, липа, рябина, калина, ивовые породы, ясень, многие из кустарниковых, дуб. Меньше всего встречается дуб, а 60—80 лет назад эта порода была доминирующая.
Лекарственные растения представлены следующими видами: тысячелистник, зверобой, душица, цикорий, полынь лекарственная, пижма, кровохлебка, ландыш, подорожник, пастушья сумка, горец птичий, корень валерьяны, девясил, мать-и-мачеха, конский щавель, орляк, шалфей, хвощ полевой, мята, чистотел, земляника и прочие.
Фауна представлена кабанами, бобрами, косулями, лосями. Исчезают и практически исчезли волки, лебеди, белки, многие виды землероек и суслики.

### Водные ресурсы
Территорию района пересекают три реки. Это Берёзовка, Битюг и Икорец, все они являются притоками Дона. Данные речки не судоходные, на их берегах расположены санатории и дома отдыха.
В водоёмах региона водится много различных видов рыб. Весной реки сильно разливаются, затопляя иногда ближайшие дома и луга.

## История района
Бобровский район Воронежской области образован «30» июля 1928 года постановлением ВЦИК и СНК РСФСР «О новом районировании». Законом Воронежской области от 12.11.2004 г. № 70-ОЗ Бобровский район наделён статусом муниципального района.

### До образования губернии
Территория современного Бобровского района в период монголо-татарского ига была местом татарских кочевий. У села Мечетки в ходе археологических раскопок выявлен мавзолей XVI века, где производились захоронения знатных татар. При правлении царя Фёдора Иоанныча эта территория стала южной границей Русского государства.
До конца XVII века долина реки Битюг не имела постоянных поселений. Эти земли сдавались в аренду для рыбной ловли и пушного промысла (сдаваемые в аренду владения назывались юртами или ухожьями). Название Бобровский юрт свидетельствует о существовании здесь в XVII веке Бобровского охотничьего промысла. Постоянные поселения на берегах Битюга стали возникать после завершения второго Азовского похода Петра I. В 1698 воеводой И. Тевяшовым была описана «слобода Бобровская» на месте прежнего Бобровского юрта. По словам воеводы, она существовала с 1697. По приказу Петра I в 1699 вольные поселения по Битюгу были сожжены, их жители изгнаны, эта участь постигла и Бобровскую слободу. Затем в начале XVIII века в Прибитюжье были переселены дворцовые крестьяне из северных районов России. В 1701 по берегам Битюга разместили 1021 семью из Ростовского, Ярославского, Костромского, Пошехонского уездов. Однако многие не выдержали трудностей переселения, холодной зимы и эпидемий и вернулись на прежние места жительства.

### Восстание Булавина
Именно здесь получило продолжение восстание в 1707 году под руководством Булавина. Восстание началось крайне жестоко. Казачий отряд, возглавляемый Булавиным, в ночь на 9 октября 1707 года напал на переписчиков в Шульгинском городке (на Айдаре). Был убит 21 человек.
И хотя зажиточные казаки, быстро мобилизовав свои силы, разбили восставших в бою 18 октября и Булавину пришлось бежать в Запорожскую Сечь, в начале 1708 года восстание вспыхнуло с новой силой. Оно разразилось в то время, когда шла война со шведами. Русские войска, ведя нелёгкие бои, отступали по территории Украины. Донские повстанцы оказались у них в тылу. Они угрожали Азову. Царь немедленно отправил на Дон карательное войско, поставив во главе его В. В. Долгорукого — брата убитого казаками воеводы.
К концу 1708 года повстанцы двинулись на Воронеж и вышли на линию реки Битюг. 30 марта казачий отряд во главе с атаманом Лукой Хохлачем вступил в Бобров, оттуда вскоре двинулся вверх по Битюгу к Чигле и другим сёлам, надеясь на поддержку местного населения.
Распространение восстания создавало непосредственную угрозу воронежскому кораблестроению. Воевода С. Колычев в спешном порядке отправляет на Битюг драгунский эскадрон в 436 конных воинов под командованием подполковника Виллима Рыкмана. Булавинцы, узнав о подходе царских войск, отступают за Битюг. На переправе разгорается жестокий бой, продолжавшийся до семи часов утра. Прижатые к реке булавинцы, понеся большие потери, сумели перейти Битюг и отступили в степь.
После этого поражения отряд Хохлача ушёл на Волгу. Дальнейшие активные действия восставших проходили на нижнем Дону.

### В составе губернии
Вскоре здесь была создана обширная Битюцкая дворцовая волость с центром в селе Бобровское. При образовании Азовской губернии дворцовые села по Битюгу перешли к ней. В 1778 году графом А. Г. Орловым-Чесменским был основан Хреновской конный завод и Чесменский конный завод.
В 1779 году прибавлением ряда других селений Битюцкая дворцовая волость с центром в селе Бобровское легла в основу образования Бобровского уезда Воронежского наместничества. Этот уезд был огромной больших размеров, сейчас на этой территории находятся несколько районов и не только Воронежской области.
С XIX века селе Хреновое располагаются учебные заведения: Государственное училище коннозаводства, Государственная школа наездников при Хреновском конезаводе и один из первых в стране лесной техникум на базе Хреновского государственного лесничества.
В 1817 году в городе Боброве был расквартирован казанский драгунский полк. Планировка города была очень чёткой. Строго параллельные и перпендикулярные улицы.
В 1895 году была, в пределах уезда, проложена железная дорога Лиски — Поворино, заметно оживившая экономическую жизнь края. Ежегодно проводились 4 ярмарки, в том числе конная.
В 1909 году в Бобровском уезде появился стационарный телефон. К началу I мировой войны в центре уезда было два кинотеатра. В 1915 году в Боброве был установлен локомобиль вырабатывающий электричество.
Советская власть в Боброве была установлена 30 октября (12 ноября — по новому стилю) 1917 года. В годы Гражданской войны Бобровский уезд был местом ожесточённых боев, часто переходил из рук в руки. В 1918 году здесь был сформирован Бобровский полк Красной Армии.

### В составе области (XX век)

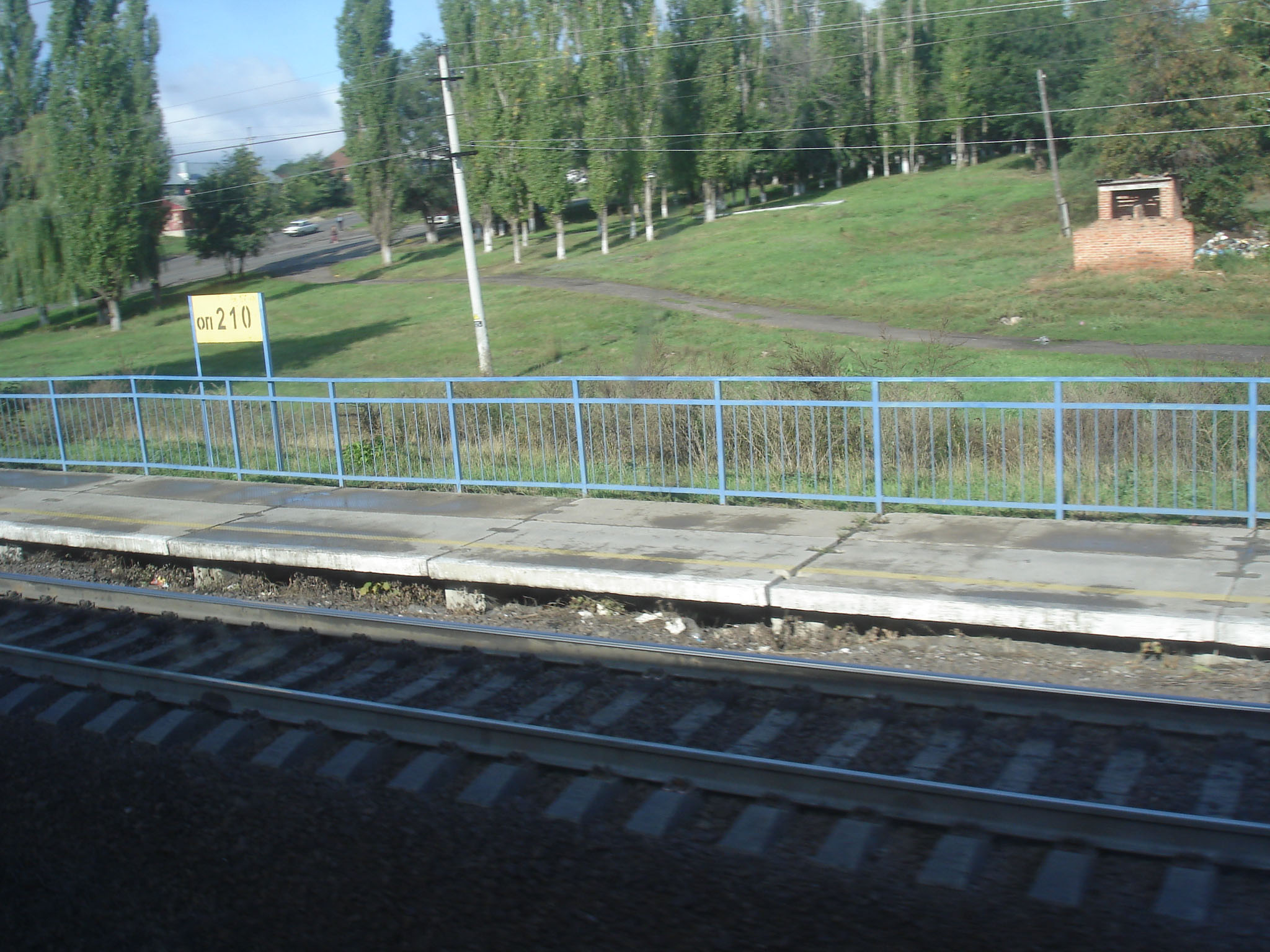
Вид с платформы 210 км на автотрассу Бобров-Таловая

Район образован 30 июля 1928 года в составе Воронежского округа Центрально-Чернозёмной области. В него вошла часть территории бывшего Бобровского уезда Воронежской губернии.
После упразднения Центрально-Чернозёмной области 13 июня 1934 года район вошёл в состав вновь образованной Воронежской области.
В период Великой Отечественной войны Бобровский район являлся ближним тылом советских войск, неоднократно подвергался бомбардировкам, в результате чего полностью или частично были разрушены вокзал, казармы дорожных мастеров, 9 промышленных зданий и кирпичный завод, 162 жилых здания, 7 школ, магазины, больницы.
К лету 1942 года фронт подошёл вплотную к району. В городе был введён комендантский час, промышленные предприятия и учреждения были эвакуированы. В июле этого же года в район прибыла 25 гвардейская дивизия, она оборудовала полосу обороны от Боброва до села Буравль. В чём им помогали женщины Бобровского района. В Боброве был создан партизанский отряд и был сформирован отряд народного ополчения. Фашистские войска не вошли в Бобровский район и все приготовления не понадобились.
По окончании войны район постигла новая беда, два года был страшный голод. Были не урожайные годы, люди питались травой, желудями и корой деревьев. Травы в деревнях и сёлах не было, народ собирал её по лесам и оврагам.
После войны Бобров был восстановлен, в 1947 году открыты новый парк (на месте снесенного Никольского собора) и стадион. В городе остался один действующий православный храм, это был Успенский храм на городском кладбище. Сёла и деревни были заброшены, народ бедствовал, крыши у домов были в основном из соломы или камыша, трубы дымоходов были из деревянных досок. Очень часто возникали пожары.
Улучшение жизни началось после XX съезда КПСС, в середине 50-х годов XX века. Район был полностью электрифицирован, началось строительство на селе, крыши у домов, были теперь из железа или шифера. Kрестьяне стали иметь возможность держать скотину и выращивать сады. Правда они оставались практически крепостными, паспорта им не выдавались. Только в начале 1960-х годов жители сёл начали получать паспорта. 21 марта 1960 года в состав района вошла территория упразднённого Хреновского района.
В 1963 −1965 годах Бобровский район был упразднён, его территория входила в состав Лискинского района.
После воссоздания района, он как аграрный оказался в роли пасынка. Инфраструктура оставляла желать лучшего, связь центра с сёлами осуществлялась по грунтовым дорогам, что в условиях черноземья было сложным в период распутицы. Асфальтировать дороги начали только в середине 1970-х годов.

### В составе области (XXI век)

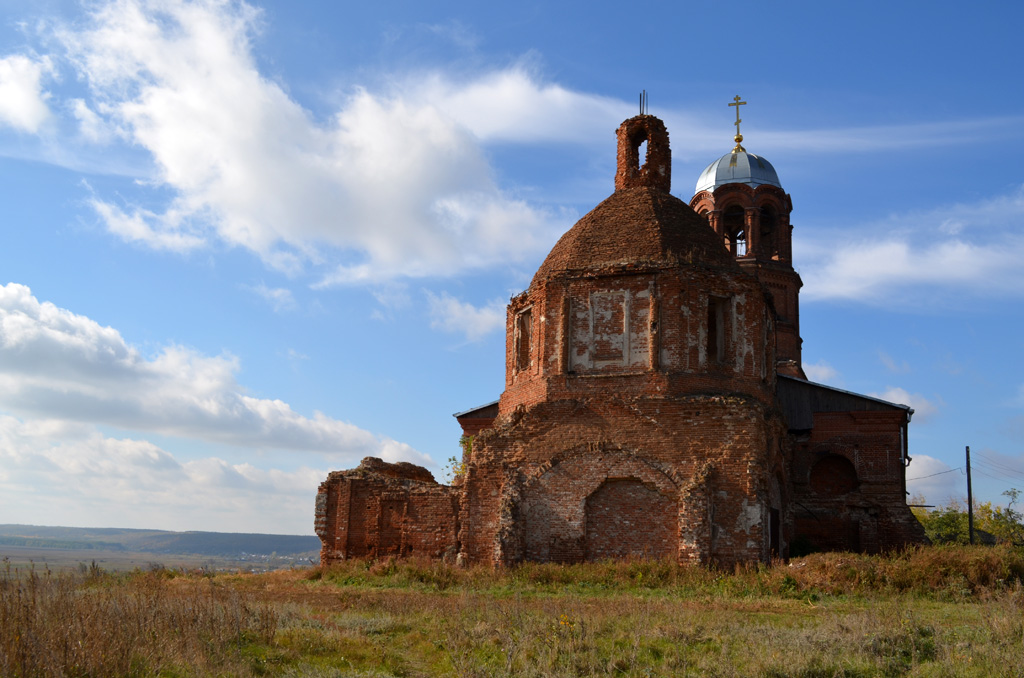
Покровский храм до восстановительных работ

В начале XXI века в сёлах и районном центре заработала мобильная связь и идёт газификация населения. В районном центре функционирует беспроводной интернет. На сегодняшний день, во все сёла района проложен асфальт.
Однако есть и ухудшение в настоящее время. В то же время в самом районом центре только четверть улиц имеет тротуары. Людям приходится передвигаться по проезжей части. Во втором десятилетии XXI века из города и деревень района исчезли уличные колонки водоснабжения, которые в городе существовали с XIX века. Так, в самом Боброве последние две общедоступные колонки пришли в негодность в 2012 году, тогда как ещё в 2006-07 годах только в центральной части города их было не менее десяти. В то же время водопровод так и остался, а колонка оказалось пережиток прошлого. В самом районом центре стала два раза в неделю работать баня, в деревнях бани закрылись или на грани закрытия. В сёлах и деревнях отсутствуют парикмахерские.
При этом в начале тысячелетия в районом центре, в южной части, открылся второй действующий православный храм. В Азовке восстанавливается и заработал Покровский храм.

## Население
| 1989    | 2000    | 2002    | 2005    | 2009    | 2010    | 2011    | 2012    | 2013    |
| ------- | ------- | ------- | ------- | ------- | ------- | ------- | ------- | ------- |
| 58 650  | ↘36 782 | ↗54 162 | →54 162 | ↘50 630 | ↘49 494 | ↘49 281 | ↘48 863 | ↘48 187 |
| 2014    | 2015    | 2016    | 2017    | 2018    | 2019    | 2020    | 2021    | 2025    |
| ↘47 683 | ↗49 148 | ↗50 442 | ↗50 518 | ↘50 127 | ↘49 428 | ↘48 923 | ↗49 371 | ↘48 155 |

### Урбанизация
В городских условиях (город Бобров) проживают 42,39 % населения района.

### Национальный состав
По итогам переписи населения 2020 года проживали следующие национальности (национальности менее 0,1 % и другое, см. в сноске к строке «Другие»):
| Национальность | Численность, чел. | Доля     |
| -------------- | ----------------- | -------- |
| Русские        | 46 452            | 94,09 %  |
| Азербайджанцы  | 254               | 0,51 %   |
| Армяне         | 227               | 0,46 %   |
| Узбеки         | 224               | 0,45 %   |
| Украинцы       | 180               | 0,36 %   |
| Турки          | 113               | 0,23 %   |
| Киргизы        | 101               | 0,20 %   |
| Таджики        | 94                | 0,19 %   |
| Корейцы        | 85                | 0,17 %   |
| Татары         | 66                | 0,13 %   |
| Другие         | 1575              | 3,21 %   |
| Итого          | 49 371            | 100,00 % |

## Муниципально-территориальное устройство
В Бобровский муниципальный район входят 19 муниципальных образований, в том числе 1 городское и 18 сельских поселений:
| №  | Муниципальное образование                 | Административный центр    | Количество населённых пунктов | Население | Площадь, км2 |
| -- | ----------------------------------------- | ------------------------- | ----------------------------- | --------- | ------------ |
| 1  | городское поселение город Бобров          | город Бобров              | 4                             | ↘21 224   | 322,89       |
| 2  | Анновское сельское поселение              | село Анновка              | 2                             | ↗612      | 66,08        |
| 3  | Верхнеикорецкое сельское поселение        | село Верхний Икорец       | 3                             | ↘1401     | 123,49       |
| 4  | Коршевское сельское поселение             | село Коршево              | 1                             | ↗2010     | 121,07       |
| 5  | Липовское сельское поселение              | село Липовка              | 1                             | ↗666      | 117,04       |
| 6  | Мечётское сельское поселение              | село Мечётка              | 1                             | ↗887      | 87,71        |
| 7  | Никольское сельское поселение             | село 2-е Никольское       | 5                             | ↘956      | 83,37        |
| 8  | Октябрьское сельское поселение            | посёлок Красный           | 6                             | ↘398      | 60,43        |
| 9  | Пчелиновское сельское поселение           | село Пчелиновка           | 3                             | ↘1328     | 81,49        |
| 10 | Семёно-Александровское сельское поселение | село Семёно-Александровка | 3                             | ↘1797     | 143,74       |
| 11 | Слободское сельское поселение             | село Слобода              | 6                             | ↘4128     | 262,30       |
| 12 | Сухо-Берёзовское сельское поселение       | село Сухая Берёзовка      | 1                             | ↘1090     | 89,59        |
| 13 | Тройнянское сельское поселение            | село Тройня               | 1                             | ↗350      | 35,35        |
| 14 | Хреновское сельское поселение             | село Хреновое             | 2                             | ↘4825     | 78,60        |
| 15 | Чесменское сельское поселение             | село Чесменка             | 2                             | ↘1085     | 79,65        |
| 16 | Шестаковское сельское поселение           | село Шестаково            | 2                             | ↗1748     | 178,14       |
| 17 | Шишовское сельское поселение              | село Шишовка              | 1                             | ↗1097     | 102,15       |
| 18 | Юдановское сельское поселение             | село Юдановка             | 8                             | ↘1194     | 149,86       |
| 19 | Ясенковское сельское поселение            | посёлок Ясенки            | 4                             | ↗2107     | 50,10        |

## Населённые пункты
В районе 56 населённых пунктов.
| №  | Населённый пункт                            | Тип     | Население | Муниципальное образование                 |
| -- | ------------------------------------------- | ------- | --------- | ----------------------------------------- |
| 1  | Анновка                                     | село    | ↘543      | Анновское сельское поселение              |
| 2  | Бобров                                      | город   | ↘20 413   | городское поселение город Бобров          |
| 3  | Бобровский 1-й                              | посёлок | ↘11       | Юдановское сельское поселение             |
| 4  | Брагинского лесничества                     | посёлок | ↘18       | Слободское сельское поселение             |
| 5  | Верхний Икорец                              | село    | ↘1155     | Верхнеикорецкое сельское поселение        |
| 6  | Висленского лесничества                     | посёлок | ↘18       | Слободское сельское поселение             |
| 7  | Дугинка                                     | посёлок | ↘64       | городское поселение город Бобров          |
| 8  | Заводской                                   | посёлок | ↘7        | Семёно-Александровское сельское поселение |
| 9  | Заречный                                    | посёлок | ↘196      | Верхнеикорецкое сельское поселение        |
| 10 | Заря                                        | хутор   | ↘44       | Слободское сельское поселение             |
| 11 | Зелёный Луг                                 | посёлок | →0        | городское поселение город Бобров          |
| 12 | Карандеевка                                 | посёлок | ↘50       | Никольское сельское поселение             |
| 13 | Кистенёвка                                  | посёлок | ↘9        | Октябрьское сельское поселение            |
| 14 | Копаня                                      | посёлок | ↘75       | Ясенковское сельское поселение            |
| 15 | Коршево                                     | село    | ↗2010     | Коршевское сельское поселение             |
| 16 | Красный                                     | посёлок | ↘417      | Октябрьское сельское поселение            |
| 17 | Красный                                     | посёлок | →141      | Юдановское сельское поселение             |
| 18 | Липов Лог                                   | посёлок | ↘15       | Юдановское сельское поселение             |
| 19 | Липовка                                     | село    | ↗666      | Липовское сельское поселение              |
| 20 | Лугань                                      | посёлок | ↘20       | Пчелиновское сельское поселение           |
| 21 | Лушниковка                                  | посёлок | ↘543      | городское поселение город Бобров          |
| 22 | Люблинский                                  | посёлок | →0        | Юдановское сельское поселение             |
| 23 | Мечётка                                     | село    | ↗887      | Мечётское сельское поселение              |
| 24 | Митрофановка                                | посёлок | ↘143      | Анновское сельское поселение              |
| 25 | Морозовка                                   | посёлок | ↘1        | Октябрьское сельское поселение            |
| 26 | Неждановка                                  | посёлок | ↘74       | Ясенковское сельское поселение            |
| 27 | Нескучный                                   | посёлок | ↘159      | Верхнеикорецкое сельское поселение        |
| 28 | Николо-Варваринка                           | село    | ↗956      | Пчелиновское сельское поселение           |
| 29 | 2-е Никольское                              | село    | ↗675      | Никольское сельское поселение             |
| 30 | Новый Буравль                               | село    | ↘87       | Октябрьское сельское поселение            |
| 31 | Павловка                                    | село    | ↘1        | Семёно-Александровское сельское поселение |
| 32 | Песковатка                                  | село    | ↘448      | Юдановское сельское поселение             |
| 33 | Петрово-Борковский                          | посёлок | ↘124      | Ясенковское сельское поселение            |
| 34 | Погромок                                    | посёлок | ↘73       | Юдановское сельское поселение             |
| 35 | Прохладный                                  | хутор   | →0        | Юдановское сельское поселение             |
| 36 | Пчелиновка                                  | село    | ↘634      | Пчелиновское сельское поселение           |
| 37 | Пятилетка 2-я                               | посёлок | →0        | Чесменское сельское поселение             |
| 38 | Раздольный                                  | хутор   | ↘71       | Никольское сельское поселение             |
| 39 | Семёно-Александровка                        | село    | ↘1772     | Семёно-Александровское сельское поселение |
| 40 | Серов                                       | хутор   | ↘1        | Шестаковское сельское поселение           |
| 41 | Слобода                                     | село    | ↗3919     | Слободское сельское поселение             |
| 42 | Советский                                   | посёлок | ↘0        | Октябрьское сельское поселение            |
| 43 | Соколовский                                 | хутор   | ↘110      | Никольское сельское поселение             |
| 44 | Сухая Берёзовка                             | село    | ↘1090     | Сухо-Берёзовское сельское поселение       |
| 45 | Тройня                                      | село    | ↗350      | Тройнянское сельское поселение            |
| 46 | Филатовка                                   | посёлок | ↘14       | Октябрьское сельское поселение            |
| 47 | Хренище                                     | хутор   | ↘99       | Никольское сельское поселение             |
| 48 | Хреновое                                    | село    | ↘4825     | Хреновское сельское поселение             |
| 49 | Центральная Усадьба Бобровского Лесничества | посёлок | ↘0        | Хреновское сельское поселение             |
| 50 | Чесменка                                    | село    | ↘1112     | Чесменское сельское поселение             |
| 51 | Шестаково                                   | село    | ↘1917     | Шестаковское сельское поселение           |
| 52 | Шестикурганный                              | хутор   | ↘158      | Слободское сельское поселение             |
| 53 | Шишовка                                     | село    | ↗1097     | Шишовское сельское поселение              |
| 54 | Шкарин                                      | хутор   | ↗153      | Слободское сельское поселение             |
| 55 | Юдановка                                    | село    | ↗611      | Юдановское сельское поселение             |
| 56 | Ясенки                                      | посёлок | ↘1891     | Ясенковское сельское поселение            |

Упраздненные населенные пункты
23 ноября 2005 года были упразднены хутора Прытков и Турпедка.

## Экономика

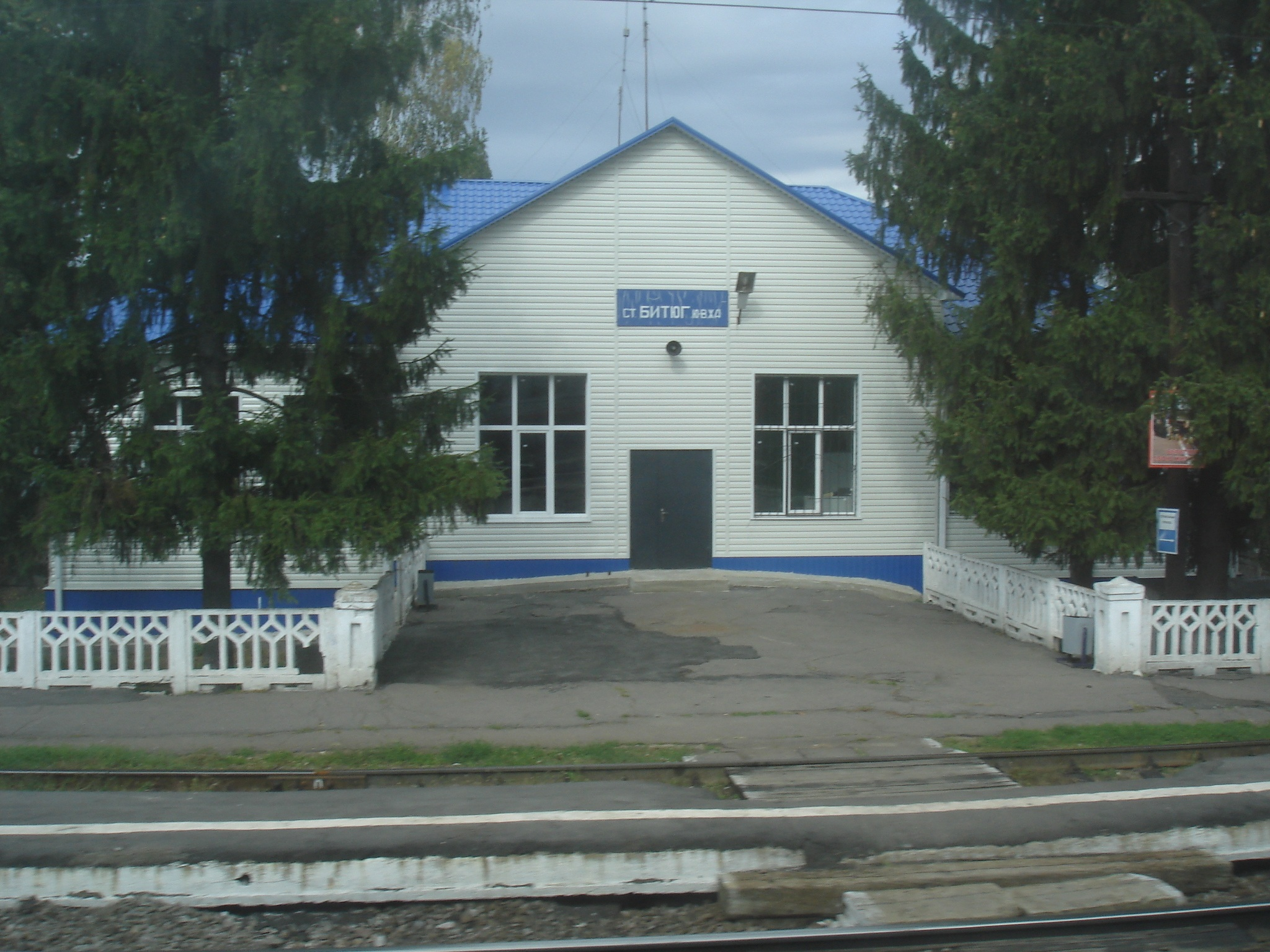
Здание станции Битюг

В районе 16 крупных сельскохозяйственных предприятий, земли сельхозугодий — 148296 га, в том числе пашни — 118241 га. Основное направление в растениеводстве — производство зерна, сахарной свеклы, маслосемян подсолнечника. В структуре посевных площадей зерновых занимают 40 %, технические 20 %. В животноводстве район специализируется на производстве молока и мяса.

### Предприятия
- ЗАО «Завод растительных масел Бобровский»
- ООО «Мясокомбинат Бобровский»
- ОАО «Геркулес»
- ООО «Хлебозавод Бобровский»
- ЗАО «Юдановские просторы»
- ООО «Специализированное хозяйство Московское»
- ООО "Конный завод «Чесменский»
- ООО «Бобровский сыродельный завод»
- ООО «ЭкоМилк»
- ЗАО «Аккорд»
- ООО «Вудвилль»
- Хреновской конный завод
- ООО «ЭкоНиваАгро»
- ГК «АгроЭко»

### Малый бизнес
Малое предпринимательство района в 2015 году представлено 1627 предприятиями (103 % к уровню 2014 года). Сфера деятельности малого бизнеса в районе разнообразна: это торговля, общественное питание, строительство, сельское хозяйство, транспортные услуги, непроизводственные виды обслуживания промышленности. Оборот малого предпринимательства в действующих ценах за 2015 год составил 7800 млн рублей (105 % к уровню 2014 года).

### Транспорт
В районе кроме автобусного сообщения и такси есть железнодорожный транспорт на линии «Лиски—Поворино». В районе есть три железнодорожные станции Битюг, Бобров и Хреновая. Между станциями Битюг и Бобров в городе Бобров есть остановка 210 км, где делают остановки электрички. Данная линия электрифицирована и действуют два пути.

## Достопримечательности
- Музей Хреновского конного завода.
- Районный краеведческий музей города Боброва[28]

## Известные личности, связанные с уездом и районом
- Артемьев, Иван Тимофеевич (1917—1944) — Герой Советского Союза (1940), участник советско-финской и Великой Отечественной войн.
- Афанасьев, Александр Николаевич (1826—1871) — русский собиратель фольклора, исследователь духовной культуры славянских народов.
- Белый, Руслан Викторович (р. 1979) — российский артист, комик.
- Болычев, Степан Петрович (1859 — ?) — крестьянин Чесменской волости Бобровского уезда, член Государственной думы II созыва от Воронежской губернии.
- Ванин, Александр Иванович (1892—1978) — советский учёный-лесовод, исследователь Хреновского бора, преподаватель Хреновского лесного техникума (село Хреновое Бобровского района Воронежской области).
- Величко, Владимир Макарович (род. 1937) — советский государственный деятель, организатор экономики, промышленности и производства. Первый заместитель премьер-министра СССР (1991). В 1948 году переехал с родителями в совхоз «Большевик», который располагался на территории нынешнего посёлка Ясенки, вблизи города Бобров. В Бобровской средней школе окончил 5-й и 6-й классы.
- Виневитин, Василий Михайлович (1913—1938) — лейтенант, Герой Советского Союза (1938), участник военной операции у озера Хасан.
- Власов, Пётр Парфёнович (1905—1953) — советский разведчик, журналист и дипломат. Полковник, Чрезвычайный и полномочный посол, отец Юрия Власова.
- Докучаев, Василий Васильевич (1846—1903) — известный геолог и почвовед, основатель русской школы почвоведения и географии почв.
- Елисеев, Василий Иванович (1927—1991) — передовик производства, бульдозерист Волго-Донского судоходного канала имени В. И. Ленина, Герой Социалистического Труда (1952).
- Ермишин, Козьма Козьмич (1912—1943) — майор, участник Великой Отечественной войны, Герой Советского Союза (1943).
- Еськов, Митрофан Фёдорович (1910—1988) — передовик производства, управляющий отделением конного завода № 10 Воронежской области, Герой Социалистического Труда (1948).
- Завадовский, Михаил Николаевич (1900—1960) — советский военный деятель, генерал-лейтенант, Герой Советского Союза (1945).
- Звегинцов, Александр Иванович (1869—1916) — русский офицер и путешественник, воронежский земский деятель, член Государственной думы III и IV созывов от Воронежской губернии. Сын И. А. Звягинцева.
- Звегинцов, Иван Александрович (1840—1913) — русский государственный деятель, губернатор Курский, вице-губернатор Воронежский, действительный тайный советник. Отец А. И. Звягинцева.
- Злобин, Яков Дмитриевич (1917—1943) — красноармеец, участник Великой Отечественной войны, Герой Советского Союза (1943).
- Иванов, Анатолий Семёнович (р. 1949) — российский политик, деятель профсоюзного движения, депутат Государственной думы РФ трёх созывов.
- Исаев, Егор Александрович (1926—2013) — русский советский поэт и публицист, лауреат Ленинской премии (1980), Герой Социалистического Труда (1986).
- Карпов, Василий Николаевич (1798—1867) — русский философ-идеалист, переводчик Платона.
- Квасов, Иван Иванович (1922—1945) — участник Великой Отечественной войны, капитан, Герой Советского Союза (1945).
- Крысанов, Александр Александрович (род. 1981) — хоккейный тренер, тренер детской команды «Бобров-2007»
- Леваков Владимир Иванович (1925—1945) — участник Великой Отечественной войны, младший лейтенант, Герой Советского Союза (1945).
- Матвеев, Борис Степанович (1889—1973) — советский зоолог, профессор (1931), заслуженный деятель науки РСФСР (1970).
- Метленков, Николай Фёдорович (род. 1949) — российский и советский архитектор, педагог, член Союза архитекторов (1980).
- Михайлов, Иродион Антонович (1896—19??) — советский военачальник, полковник (1935).
- Морозов, Георгий Фёдорович (1867—1920) — русский лесовод, ботаник, почвовед и географ, классик российского лесоводства.
- Муратов, Павел Павлович (1881—1950) — русский писатель и искусствовед.
- Непримеров, Николай Николаевич (1921—2017) — советский и российский физик, доктор наук, профессор.
- Нечаев, Николай Иванович (1875—1952) — русский общественный деятель и политик, председатель Бобровской уездной земской управы, член Государственной думы IV созыва от Воронежской губернии.
- Никитин, Николай Александрович (1900—1984) — советский военный деятель, генерал-лейтенант (1945).
- Орлов-Чесменский, Алексей Григорьевич (1737—1808) — граф (1762), генерал-аншеф (1769), дипломат, коннозаводчик.
- Панин-Коломенкин, Николай Александрович (1872—1956) — олимпийский чемпион 1908 по фигурному катанию на коньках (первый олимпийский чемпион в истории России), заслуженный мастер спорта СССР (1940).
- Паткин, Владимир Леонидович (р. 1945) — генеральный секретарь Всероссийской федерации волейбола, советский волейболист и тренер, заслуженный мастер спорта СССР (1975), заслуженный тренер СССР (1980).
- Пичугин, Иван Яковлевич (1913—1988) — капитан, участник Великой Отечественной войны, Герой Советского Союза (1945).
- Попков, Василий Михайлович (1905—1967) — участник Гражданской войны, Польского похода РККА, Советско-финской и Великой Отечественной войн. Герой Советского Союза (1944), гвардии капитан инженерных войск.
- Пронина, Тамара Ивановна (1946—2005) — советская и российская оперная певица, заслуженная артистка России.
- Просветов, Пётр Данилович (1917—1993) — участник Великой Отечественной войны, гвардии старший лейтенант, Герой Советского Союза (1945), подполковник (1955).
- Пятницкий, Митрофан Ефимович (1864—1927) — русский, советский музыкант, исполнитель и собиратель русских народных песен; основатель и первый художественный руководитель русского народного хора своего имени.
- Рубахин, Анатолий Ермолаевич (1918—1986) — участник Великой Отечественной войны, генерал-майор авиации (1963), Герой Советского Союза (1945).
- Сафонов, Георгий Александрович (1902—1984) — командир 256-го стрелкового полка 30-й стрелковой дивизии 9-й армии Южного фронта, полковник, Герой Советского Союза (1942).
- Северцов, Алексей Петрович(1789—1871) — герой Отечественной войны 1812 года, в Бородинской битве потерял левую руку, подполковник.
- Северцов, Николай Алексеевич (1827—1885) — русский зоолог и путешественник.
- Суворин, Алексей Сергеевич (1834—1912) — русский журналист, издатель, писатель, театральный критик и драматург.
- Тимашова, Матрёна Фёдоровна (1914—1974) — председатель колхоза «Память Кирова» Бобровского района,Герой Социалистического Труда (1966), депутат Верховного Совета СССР 3—5 созывов.
- Титов, Тимофей Прокофьевич (1922—1993) — председатель колхоза им. Калинина Таловского района Воронежской области, Герой Социалистического Труда (1976).
- Токмаков, Александр Иванович (1949—2001) — композитор, поэт, музыкант. Заслуженный артист Российской Федерации (1999).
- Турбин, Виктор Андреевич (1923—1944) — участник Великой Отечественной войны, младший лейтенант, Герой Советского Союза (1945).
- Цеховская, Варвара Николаевна (1872—1942) — русская писательница.
- Черенков, Павел Алексеевич (1904—1990) — советский физик, академик АН СССР, лауреат Нобелевской премии.
- Черёмухин, Николай Алексеевич (1928—2008) — военный врач, один из ведущих организаторов спасательных мероприятий в зоне катастрофы на Чернобыльской АЭС.
- Чернов, Дмитрий Семёнович (1924—1980) — пулемётчик 842-го стрелкового полка, красноармеец, Герой Советского Союза (1943).
- Яблочкин, Дмитрий Михайлович (1910—1982) — участник Великой Отечественной войны, Герой Советского Союза (1944).